# Französische Verfassung von 1793

Die republikanische Verfassung von 1793

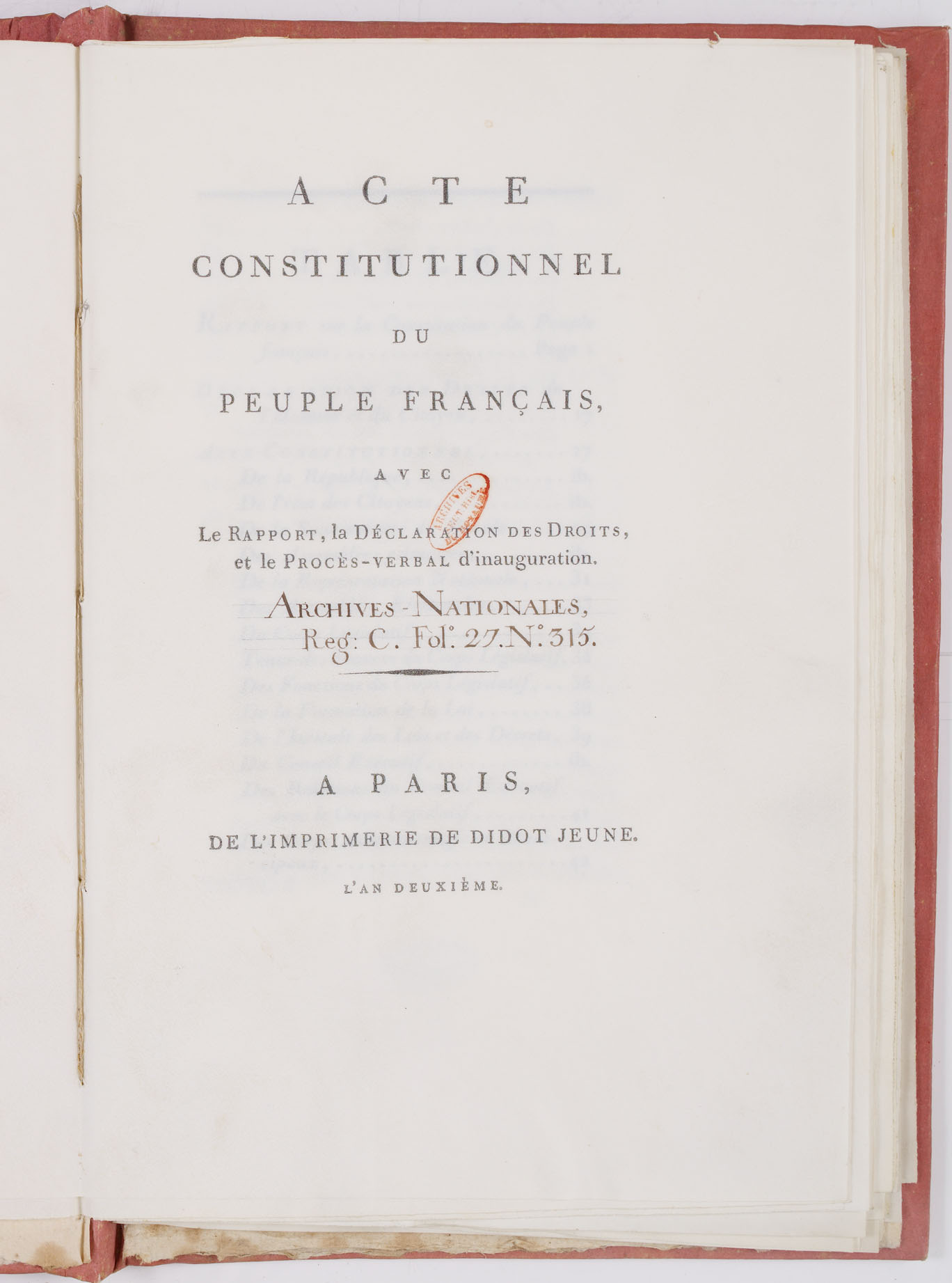
Originalausgabe der Verfassung von 1793

Die Französische Verfassung von 1793, die im Wesentlichen von Marie-Jean Hérault de Séchelles, Georges Couthon und Louis Antoine de Saint-Just konzipiert wurde, war eine Verfassung der Ersten Französischen Republik. Sie wurde am 6. Messidor des Jahres I nach dem Französischen Revolutionskalender (dem 24. Juni 1793) vom Nationalkonvent verabschiedet und am 10. August 1793 in einer Volksabstimmung mit großer Mehrheit angenommen. Es handelt sich um die erste republikanische Verfassung in Frankreich. Sie gilt als überaus demokratisch, trat aber nie in Kraft. Stattdessen übte von Herbst 1793 bis Sommer 1794 der Wohlfahrtsausschuss eine blutige Terrorherrschaft (la grande Terreur) aus.

## Inhalt
Die Grundlage der Verfassung war die Erklärung der Menschen- und Bürgerrechte von 1793.
Die Verfassung wurde am 24. Juni 1793 vom Nationalkonvent proklamiert und trat in Kraft, doch wurde sie bereits am 13. August 1793 vom Nationalkonvent bis zum Friedensschluss mit den auswärtigen Mächten suspendiert. Der Nationalkonvent setzte einen Wohlfahrtsausschuss ein und löste sich auf. Der Wohlfahrtsausschuss war die Regierung in der Zeit der Schreckensherrschaft bis zum Sturz des herausragendsten Mitglieds dieses Ausschusses, Maximilian de Robespierre.
Der Artikel 21, der Robespierres Vorschlag genau folgte, enthielt die allererste verfassungsrechtliche Bestätigung der sozialen Rechte.
Im Juli und August 1793 fand ein Referendum statt, an dem etwa zwei von sieben Millionen Stimmberechtigten beteiligten.
Die Zustimmung wurde am 10. August 1793 bekannt gegeben.